# Contea di Lintao
La contea di Lintao (临洮县S, Líntáo XiànP) è una contea della Cina, situata nella provincia del Gansu.